# Biệt đội Pháo binh Hoàng gia của Bệ hạ
Biệt đội Pháo binh Hoàng gia của Bệ hạ (tiếng Anh: King's Troop, Royal Horse Artillery) là một đơn vị của quân đội Anh thuộc Trung đoàn Pháo binh Hoàng gia, với nhiệm vụ phục vụ các nghi lễ. Biệt đội cũng được thiết lập tạo dáng với những cỗ xe đại pháo và những đoàn quân ngựa đen trong lễ tang cấp nhà nước và quân đội.
Biệt đội được đặt tên là Biệt đội Pháo binh Hoàng gia của Bệ hạ vào năm 1947 khi Vua George VI quyết định rằng, sau khi cơ giới hóa các khẩu pháo ngựa cuối cùng, một đội pháo ngựa nên được giữ lại để tham gia các buổi lễ lớn của nhà nước. Vì vậy, nhà vua tuyên bố rằng Đội cưỡi ngựa của Pháo binh Ngựa Hoàng gia sẽ được gọi là "Đội quân của Ngài" hoặc "Đội quân của Bệ hạ". Nhà vua đã ban hành tuyên ngôn của mình bằng cách sửa đổi trang trên Cuốn sách du khách của Quân đội trong bản viết tay, ông đánh dấu bỏ từ "Riding" (Riding Troop) và chèn thành từ "King" (King's Troop). Sau khi lên ngôi vào năm 1953, Nữ vương Elizabeth II tuyên bố rằng cái tên 'Đội quân của Bệ hạ' (King's Troop) sẽ vẫn được giữ lại để tôn vinh cha bà.
Biệt đội là một trung đoàn chính quy trong tổng số 13 Trung đoàn của Pháo binh Hoàng gia Anh (Royal Regiment of Artillery - RA) với đoàn diễu hành súng, họ được ưu tiên hơn tất cả các trung đoàn khác trong lực lượng chính quy của Quân đội Anh. Các khẩu pháo đại 13 pound được đặt tên theo trọng lượng bắn, nó đã được sử dụng trong Thế chiến thứ nhất và vẫn được sử dụng cho đến ngày nay theo các nghi thức.
Mặc dù, biệt đội chủ yếu là một đơn vị nghi lễ, họ có trách nhiệm bắn súng chào mừng trong các dịp cấp nhà nước, nhưng nó có vai trò hoạt động như một phần của việc bảo vệ lãnh thổ của Vương quốc Anh. Đơn vị thường được phục vụ súng đại bác chào mừng vào các dịp lễ của nhà nước ở Công viên Hyde và Công viên xanh Luân Đôn. Họ cũng được xáp nhập với Đội bảo vệ sự sống của Nữ hoàng (Queen’s Life Guard) tại doanh trại Horse Guards của Trung đoàn Household Cavalry Mounted Regiment đi huấn luyện mùa hè cho biệt đội.

## Trang thiết bị

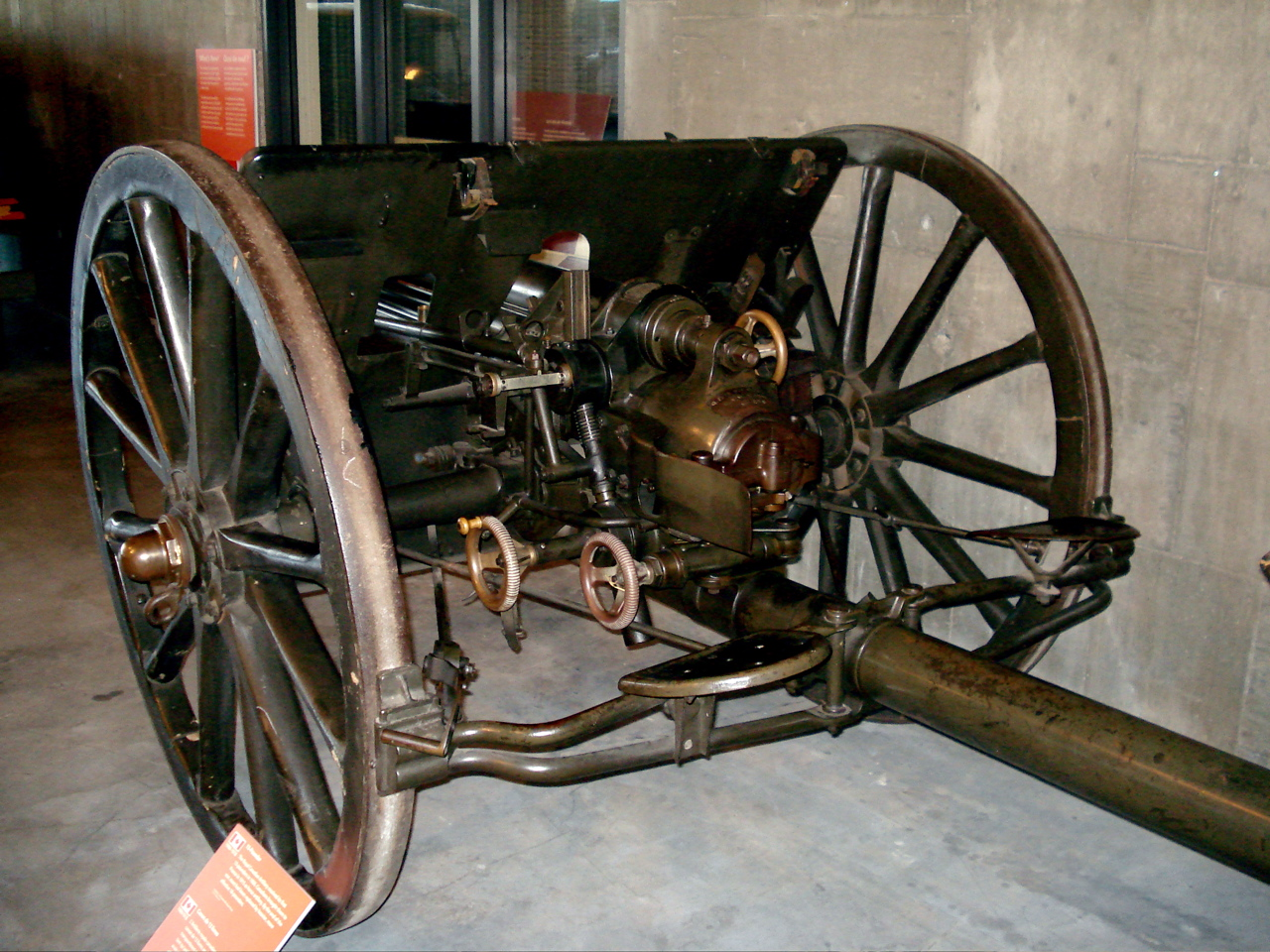
Khẩu pháo QF 13 pound tại Bảo tàng Chiến tranh Canada ở Ottawa

Khẩu QF 13 pounder được Biệt đội Pháo binh Hoàng gia của Bệ hạ giữ lại 6 khẩu súng chiến đấu trong Chiến tranh thế giới thứ nhất, các khẩu pháo này hiện vẫn đang hoạt động để sử dụng làm súng chào lễ cấp nhà nước.

## Sự kiện
Vào ngày 6 tháng 9 năm 1997, cổ quan tài của Diana, Vương phi xứ Wales được các thành viên của Đội Pháo binh Ngựa Hoàng gia chở trên xe ngựa.
Vào tháng 4 năm 2021, Biệt đội Pháo binh Hoàng gia của Bệ hạ đã đi qua các đường phố của Woolwich trước khi một màn chào biệt bằng súng, với sáu khẩu liên QF nặng 13 Pound (khoảng 5,8 kg) vang dội, được thực hiện ở phía đông nam Luân Đôn để tiễn đưa Philippos của Hy Lạp và Đan Mạch, Công tước xứ Edinburgh.
Trước đó, Biệt đội đã được thiết lập để sử dụng cùng một khẩu súng đã được bắn chào mừng, cho Lễ cưới của Nữ vương Elizabeth II và Công tước xứ Edinburgh vào năm 1947, và tại Lễ đăng quang của Nữ vương vào năm 1953.

## Thư viện ảnh

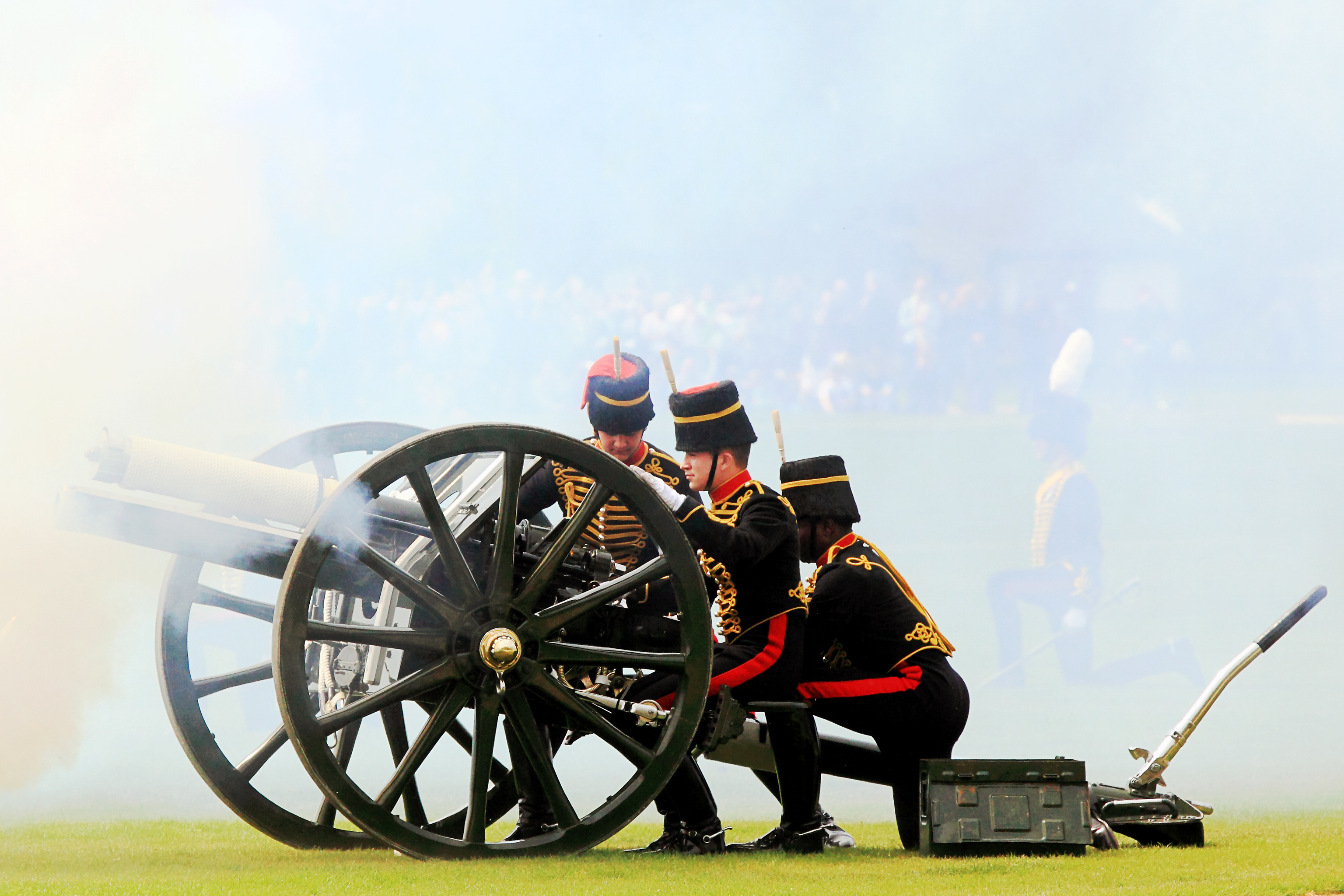
Phát súng chào mừng Lễ đánh dấu sự ra đời của thành viên mới của Vương thất Anh, Vương tằng tôn nữ Charlotte xứ Cambridge
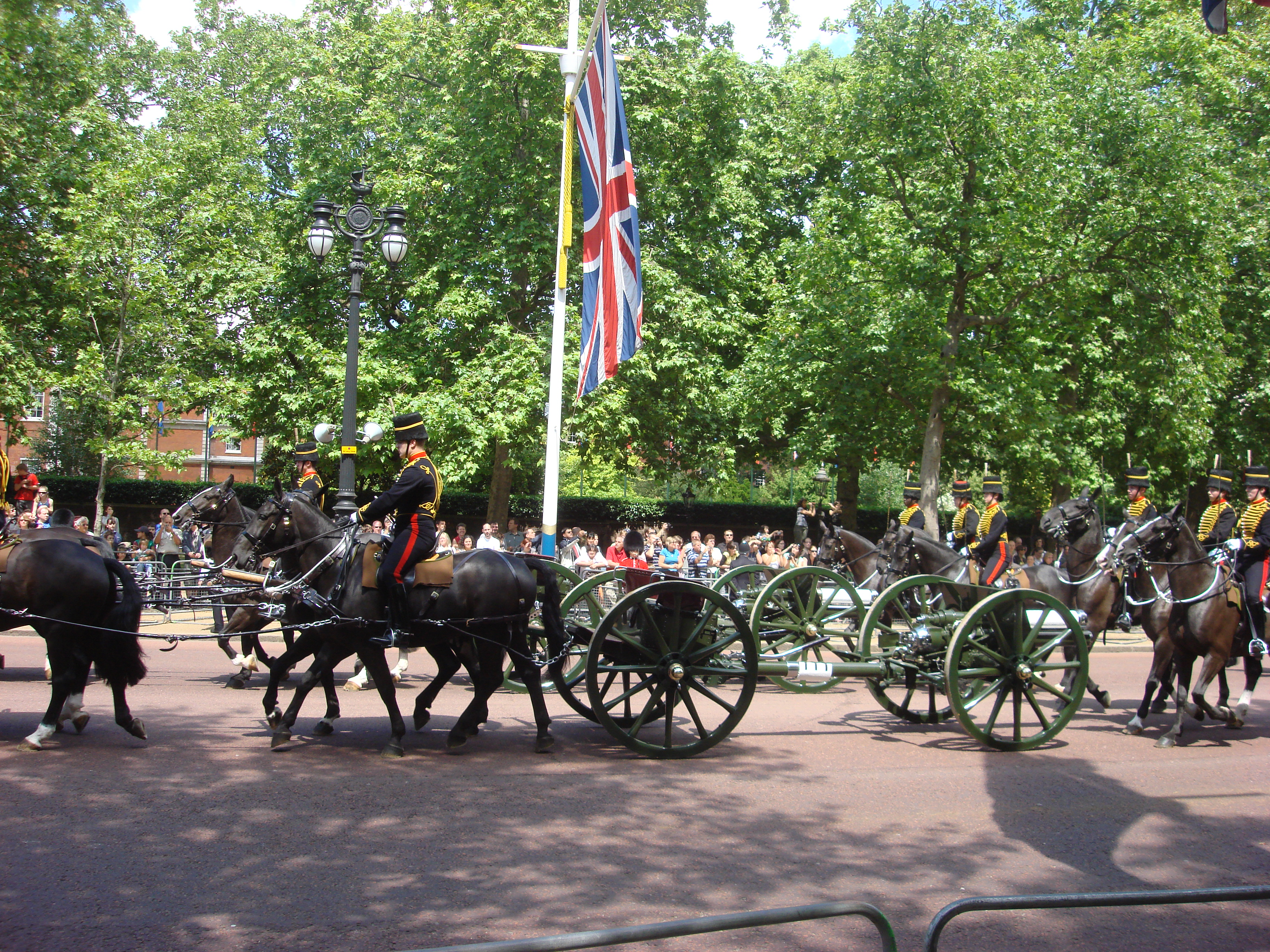
Các khẩu pháo 13 pound của Biệt đội Pháo binh Hoàng gia của Bệ hạ tại Lễ hội Trooping the Colour năm 2009
Lễ tang của Cựu thủ tướng Anh Margaret Thatcher
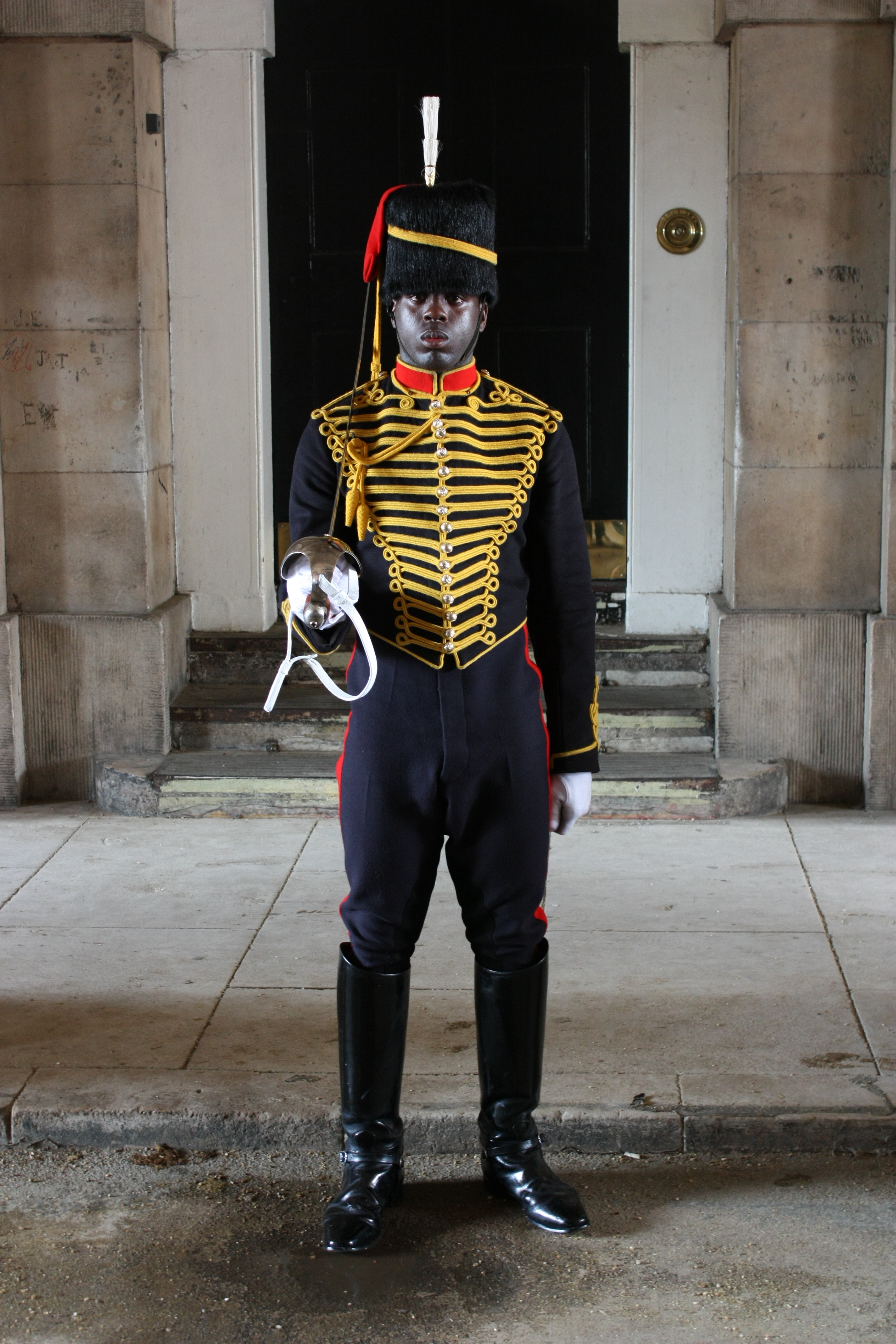
Một lính canh của Pháo binh Ngựa Hoàng gia tại doanh trại Horse Guards ở Luân Đôn.